# Saina

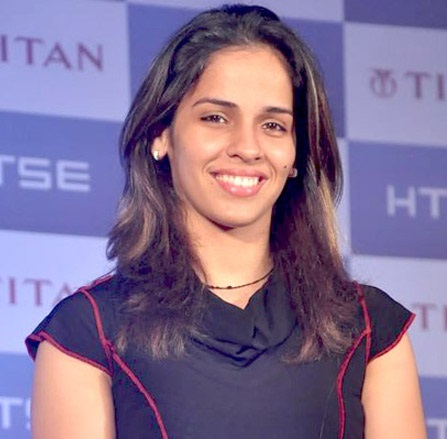
Saina Nehwal, 2011.

Saina är ett förnamn för kvinnor som huvudsakligen förekommer i Iran, Grekland och Indien. På persiska betyder namnet prinsessa eller tursam och kommer från ordet sahneh som hänvisar till en adelsdam eller medlem av den kungliga familjen.